# アンサール (ナイジェリア)
ジャマーアトゥ・アンサーリ・ル＝ムスリミーナ・フィー・ビラーディッスーダーン （アラビア語: جماعة أنصار المسلمين في بلاد السودان, ラテン文字転写: Jamāʿatu Anṣāril Muslimīna fī Bilādis Sūdān, 英訳: Vanguard for the Protection of Muslims in Black Lands, 仮和訳「黒人の地におけるムスリムの援助者の集団」）、通称アンサール（Ansaru）は、ナイジェリアを拠点とするイスラーム系武装組織。

## 組織
ナイジェリア北部を拠点としている。
主要メンバーは、Abu Usmatul al-Ansari及びAbu Jafa’ar（スポークスマン）である。

## 歴史
ナイジェリア国内で展開するイスラム系武装組織、ボコ・ハラムから分派して誕生した組織とされる。
2012年1月にインターネットサイトを通じて自らの主張と活動状況を周知するようになった。
その後は、大きな動きは見せなかったが、2012年12月、2013年1月にナイジェリア国内で発生した外国人襲撃、誘拐事件、2013年2月にカメルーンで発生したフランス人観光客誘拐事件おいて犯行声明を出した。これら事件を通じた要求等は不明。